# Hildenbrandiaceae
Hildenbrandiaceae é uma família de algas vermelhas crustosas da ordem Hildenbrandiales caracterizadas por formarem conceptáculos e apresentarem conexões por fossas secundárias. Embora a maioria das espécies deta família sejam algas marinhas, alguns membros ocorrem em água doce, especielmente em rios.

## Descrição
As espécies pertencentes a esta família reproduzem-se por gemas vegetativas e por tetrasporângios, que são produzidos dentro dos conceptáculos. A maneira como os tetrásporos são produzidos é incomum o suficiente para justificar a formação de uma ordem distinta.
As Hildenbradiaceae são difíceis de discriminar com base apenas na morfologia. A morfologia do tetrasporângio é o único caráter vagamente confiável, mas as técnicas moleculares indicaram a presença de um género monofilético Apophlaea dentro do género parafilético Hildenbrandia, com muitos espécies de Hildenbrandia reconhecidas como não monofiléticas.